# Anijan Aleksandrijski
Papa Anijan je drugi papa Aleksandrije i patrijarh Svete Stolice sv. Marka.
Zaređen je za nasljednika sv. Marka evanđeliste, a bio je i prvi preobraćenik u Africi koji je prihvatio kršćanstvo.

## Veza sa sv. Markom
Kada je sv. Marko došao u Rhakotis, predgrađe Aleksandrije, nakon putovanja od Cirene do Cirenaike, otpao je remen s njegovih sandala. Našao je obućara Anijana da mu ih popravi. Dok ih je Anijan popravljao, šilo mu je skliznulo sa sandale i zabilo se u ruku. Prva reakcija na izazvanu bol bio je uzvik: "Heis ho Theos" ("Bog je jedan"). Marko je iskoristio priliku Anijanove iznenadne reakcije da mu prenese kršćansku poruku - Evanđelje i, kao rezultat toga, navodno je istodobno čudesno zarasla rana na Anijanovoj ruci.

Kako je došlo do toga da je Anijan bio monoteist u Aleksandriji koja je u to vrijeme bila politeistički grad, ostalo je predmetom nagađanja. Neki su nagađali da je on sam bio Židov, ili možda poganski mještanin koji je došao pod utjecaj bogate židovske zajednice gdje je stekao svoja monoteistička uvjerenja. Drugi su držali da je Anijan bio uzvišen, iako se čini da je to u suprotnosti s raspoloživim dokumentima.

Bez obzira na podrijetlo njegovog monoteizma, Anijan je, oduševljen čudesnim zarastanjem rane, pozvao Marka u svoju kuću gdje je Marko podučio Anijanovu obitelj Evanđelju i nakon toga ih sve krstio. Marko i njegovi sljedbenici brzo su preobratili veliki broj lokalnog stanovništva, ali su također izazivali i suprotnu reakciju kod onih građana koji se nisu preobratili tako da su im se isti građani suprotstavili obranom vjerovanja u svoje lokalne bogove, te na taj način odbacili novu Vjeru.

## Zaređenje Anijana
Marko, pošto je bio došljak, zaključio je da bi bilo najbolje da na neko vrijeme napusti to područje, ali je Anijana zaredio na mjesto biskupa u njegovoj odsutnosti. Istodobno je zaredio tri prezbitera i sedam đakona, ostavljajući im obvezu da čuvaju lokalnu crkvu u njegovoj odsutnosti.

Marko je otišao na put na kojem je bio dvije godine, tijekom kojeg se navodi da je obišao Rim, Akvileju i Pentapolis, gdje je propovijedao, činio čuda i u svakom mjestu boravka preobraćao lokalno stanovništvo na kršćanstvo. Kada se Marko vratio, na njegovo oduševljenje, vidio je da se Crkva u Aleksandriji znatno razvila na način da je dobila veliki broj novih pristalica tako da su u Bucoliji, istočnoj obali aleksandrijskog zaljeva, također poznatog kao Portus Magnus dinastije Ptolemejevića, stekli potrebu da sami sebi izgrade crkvu.

Predaja kaže da su Marka, biskupa Aleksandrije, na oltaru napali neprijateljski raspoloženi stanovnici, vezali ga oko vrata i tako vukli sve dok nije umro. To je bilo 25. travnja 68. Nevrijeme je spriječilo ubojice da ga spale pa je njegovo tijelo ostalo netaknuto, tako da su ga kršćani mogli dostojno pokopati.

Nakon Markove mučeničke smrti, Anijan je postao patrijarh crkve u Aleksandriji. Tu je dužnost obavljao tijekom razdoblja od sedamnaest i pol godina. Tijekom toga razdoblja, broj se kršćana na tom području znatno povećao, pa je Anijan morao zarediti nove svećenike i đakone u rastućoj crkvi. Opseg tadašnje evangelizacije koju su provodili ostao je nepoznat, premda su neki mišljenja da su to obavljali u tajnosti, s obzirom na neprijateljsko raspoloženje poganskog stanovništva koje je bilo ispoljavano prema novoj vjeri.
 
Vjeruje se da patrijarh sv. Anijan svoju kuću pretvorio u crkvu, i da je poznata kao crkva sv. Marka koja se i danas nalazi u Aleksandriji.
 Sv. Anijan umro je u krevetu, a pokopan je pored sv. Marka u crkvi u Baukalisu.

## Kontroverza
Postavlja se pitanje je li sv. Anijan bio prvi ili drugi aleksandrijski patrijarh. Rimokatolička crkva, kao i nekoliko drugih crkava smatraju da je Anijan bio prvi patrijarh. Međutim koptska pravoslavna crkva Aleksandrije tvrdi 
da je sv. Marko bio prvi patrijarh u Aleksandriji, dok za sv. Anijana tvrde da je bio drugi.

## Štovanje
Patrijarh Anijan se smatra svetim i spomen na njega slavi se 25. travnja u Istočnoj pravoslavnoj Crkvi.

## Vanjske poveznice
- The Official website of the Coptic Orthodox Pope of Alexandria and Patriarch of All Africa on the Holy See of Saint Mark the Apostle
- Coptic Documents in French

| Koptski pape Aleksandrije | Koptski pape Aleksandrije    | Koptski pape Aleksandrije         |
| ------------------------- | ---------------------------- | --------------------------------- |
| prethodnik Sveti Marko    | Aleksandrijski pape 68.- 83. | nasljednik Avilije Aleksandrijski |